# Devious
『Devious』（デヴィアス）は、坪倉唯子の4枚目のオリジナル・アルバム。

## 内容
「想い出は あどけなく」は関西テレビ制作・フジテレビ系「愛と疑惑のサスペンス」エンディング・テーマ（サウンドトラックでは最高順位16位）。

## 批評
CDジャーナルは「殆どが恋愛ソングの中で、自然や希望を無邪気に明るく歌った『おしえて…』が、かえって耳引く」と評した。

## 収録曲
| #         | タイトル                 | 作詞       | 作曲       | 編曲      | 時間  |
| --------- | ------------------------ | ---------- | ---------- | --------- | ----- |
| 1.        | 「冬の星座」             | 坪倉唯子   | 古川真一   | 池田大介  | 4:46  |
| 2.        | 「ひとときの夢に抱かれ」 | 小田佳奈子 | 望月衛介   | 池田大介  | 5:08  |
| 3.        | 「愛は愛で」             | 坪倉唯子   | 坪倉唯子   | 加藤貴也  | 4:23  |
| 4.        | 「Dreamy Twilight」      | 小田佳奈子 | 本田孝信   | 池田大介  | 3:53  |
| 5.        | 「限りない夜の果て」     | 小田佳奈子 | 竹村かおり | 加藤貴也  | 5:02  |
| 6.        | 「想い出は あどけなく」  | 小田佳奈子 | 芹澤和則   | 池田大介  | 4:38  |
| 7.        | 「ギリ・ギリ」           | 坪倉唯子   | 本田孝信   | 加藤貴也  | 4:40  |
| 8.        | 「poison blue」          | 坪倉唯子   | 太田美知彦 | 池田大介  | 4:37  |
| 9.        | 「サヨナラのあとに」     | 坪倉唯子   | 坪倉唯子   | 池田大介  | 4:35  |
| 10.       | 「もうすぐ会える」       | 小田佳奈子 | 本田孝信   | 池田大介  | 4:31  |
| 11.       | 「おしえて…」            | 坪倉唯子   | 坪倉唯子   | 加藤貴也  | 5:10  |
| 合計時間: | 合計時間:                | 合計時間:  | 合計時間:  | 合計時間: | 51:23 |

## 参加ミュージシャン
- 田川伸治（DEEN） - ギター(#3, 5, 7)
- 増崎孝司（DIMENSION） - ギター(#1, 2, 4, 6, 8 - 10)
- 富倉安生 - ベース(#2 - 4, 6, 8)
- 渡嘉敷祐一 - ドラム(#2 - 4, 6, 8)
- 勝田一樹（DIMENSION） - サックス(#9, 10)
- 栗林誠一郎 - コーラス(#1)
- 鈴木康志 - コーラス(#8)